# Río del Tallo
Río del Tallo (oficialmente y en asturiano: El Río del Tayo) es una casería de la parroquia de Castropol, concejo de Castropol, en la comarca del Eo-Navia, Principado de Asturias, España.